# Faramans (Ain)
Faramans ist eine französische Gemeinde mit 905 Einwohnern (Stand: 1. Januar 2022) im Département Ain der Region Auvergne-Rhône-Alpes. Sie gehört zum Arrondissement Belley und zum Kanton Meximieux. Die Einwohner werden Faramandards genannt.

## Geografie
Die Gemeinde Faramans liegt etwa 27 Kilometer ostnordöstlich von Lyon in den Dombes. Das Gemeindegebiet wird vom Flüsschen Cotey durchquert. Umgeben wird Faramans von den Nachbargemeinden Joyeux im Norden, Saint-Éloi im Nordosten, Pérouges im Osten, Bourg-Saint-Christophe im Südosten und Süden, Bressolles im Südwesten, Pizay im Südwesten und Westen sowie Le Montellier im Nordwesten.

## Bevölkerungsentwicklung
| Jahr                       | 1962 | 1968 | 1975 | 1982 | 1990 | 1999 | 2006 | 2013 | 2021 |
| Einwohner                  | 265  | 283  | 315  | 388  | 482  | 592  | 635  | 772  | 877  |
| Quellen: Cassini und INSEE |      |      |      |      |      |      |      |      |      |

## Sehenswürdigkeiten
- Romanische Kirche Saint-Vincent

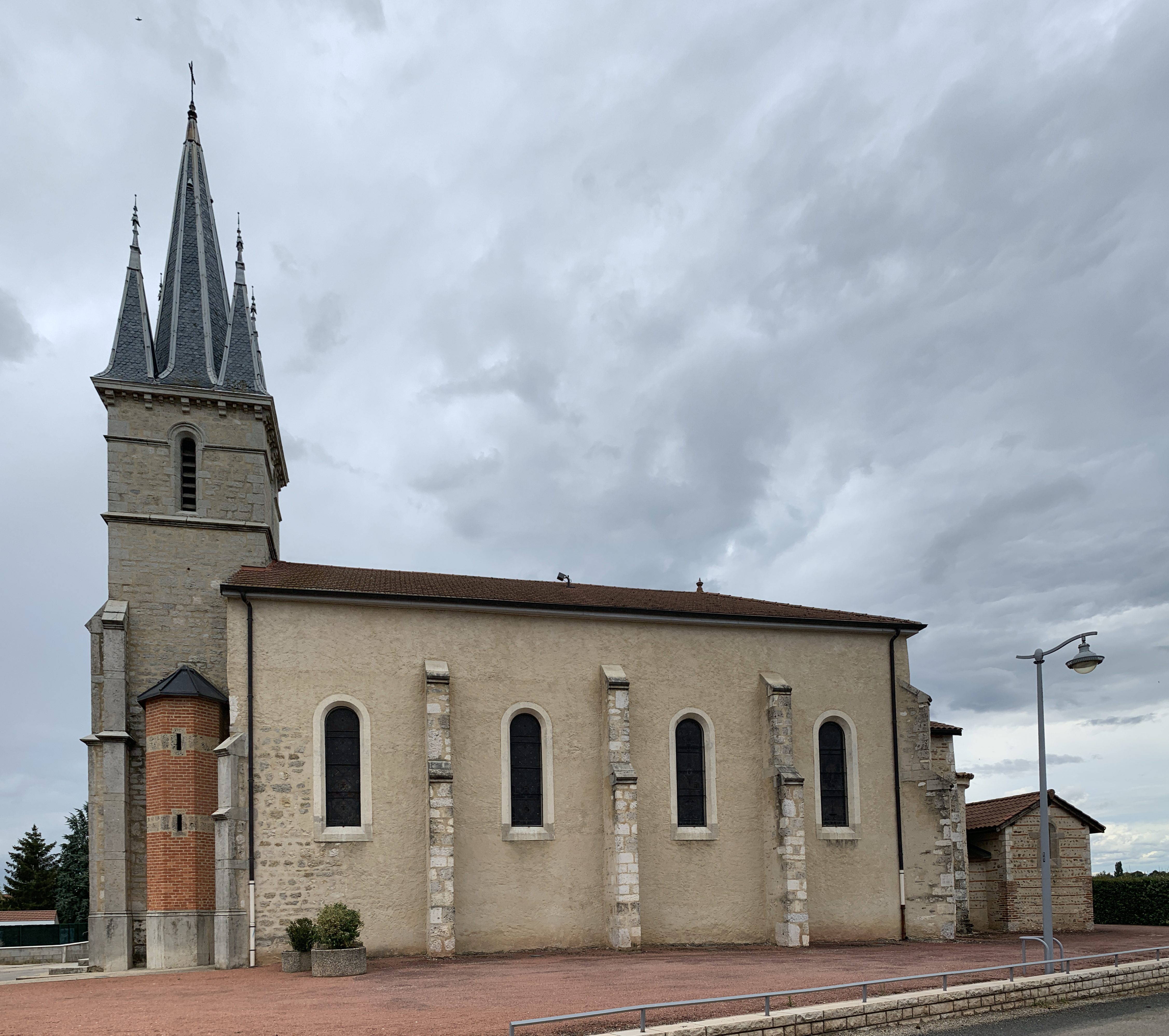
Kirche Saint-Vincent
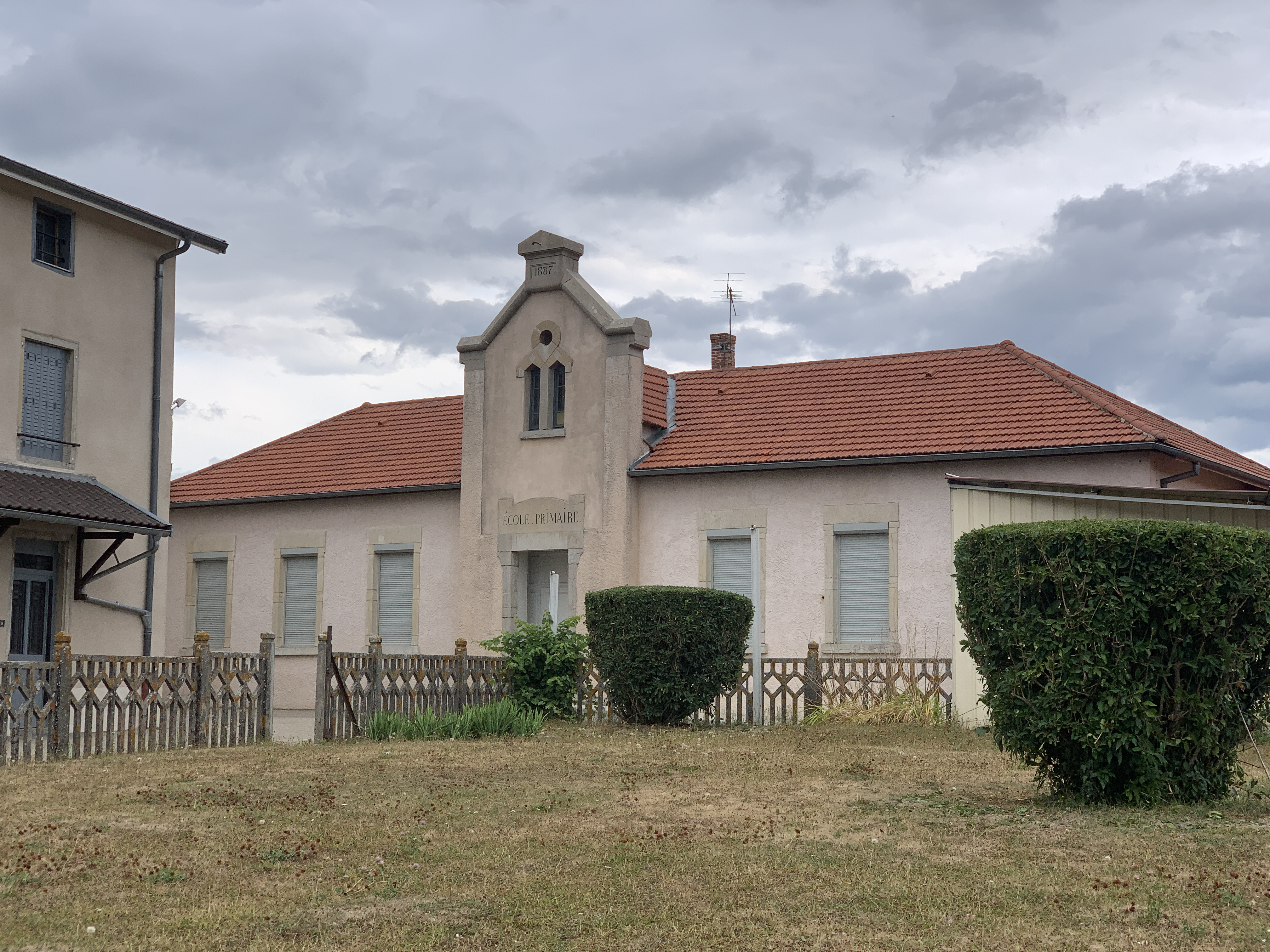
Schule
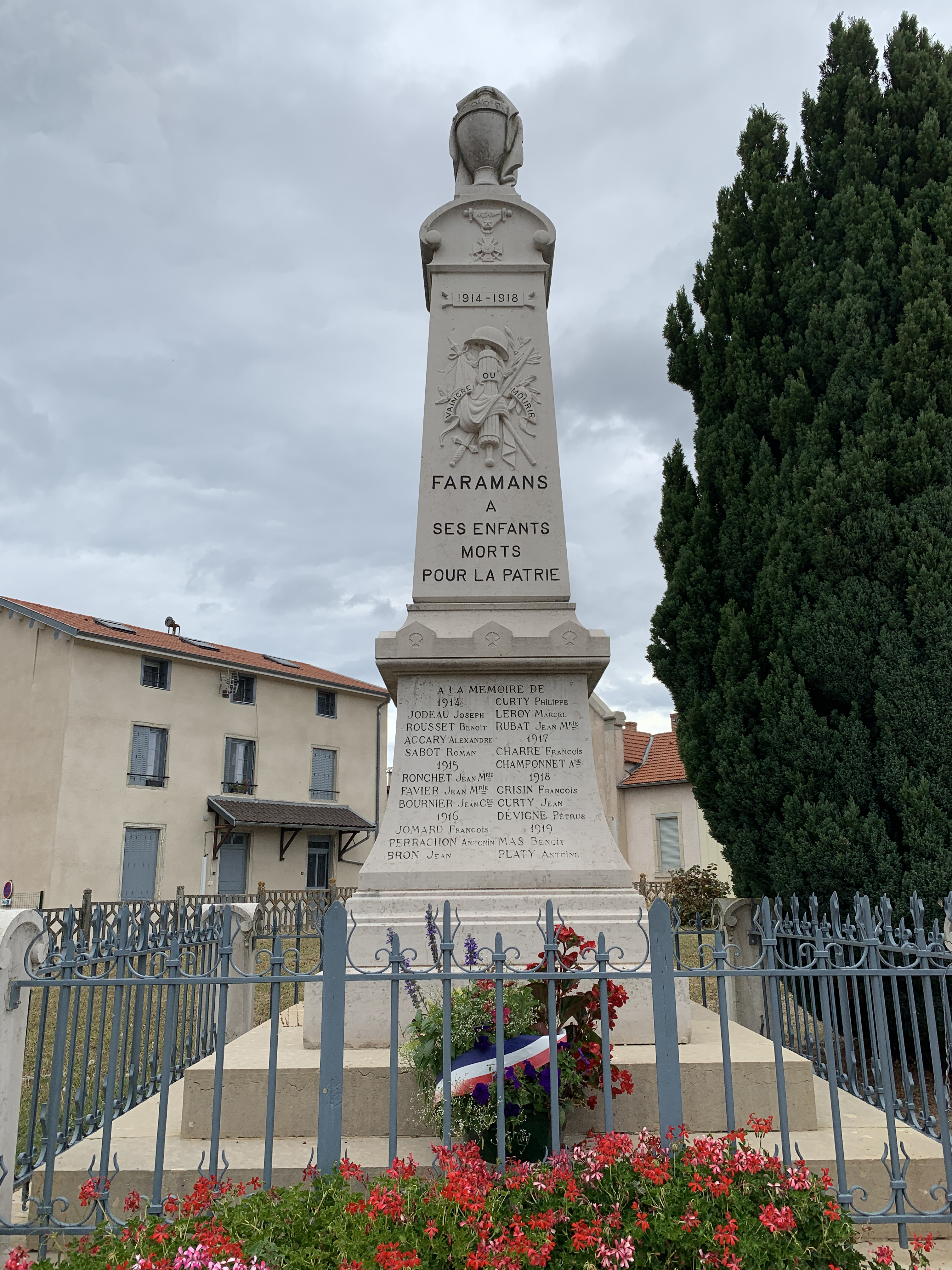
Gefallenendenkmal